# Elaphria delenifica
Elaphria delenifica là một loài bướm đêm trong họ Noctuidae.